# Fleischmühle (Leonberg)

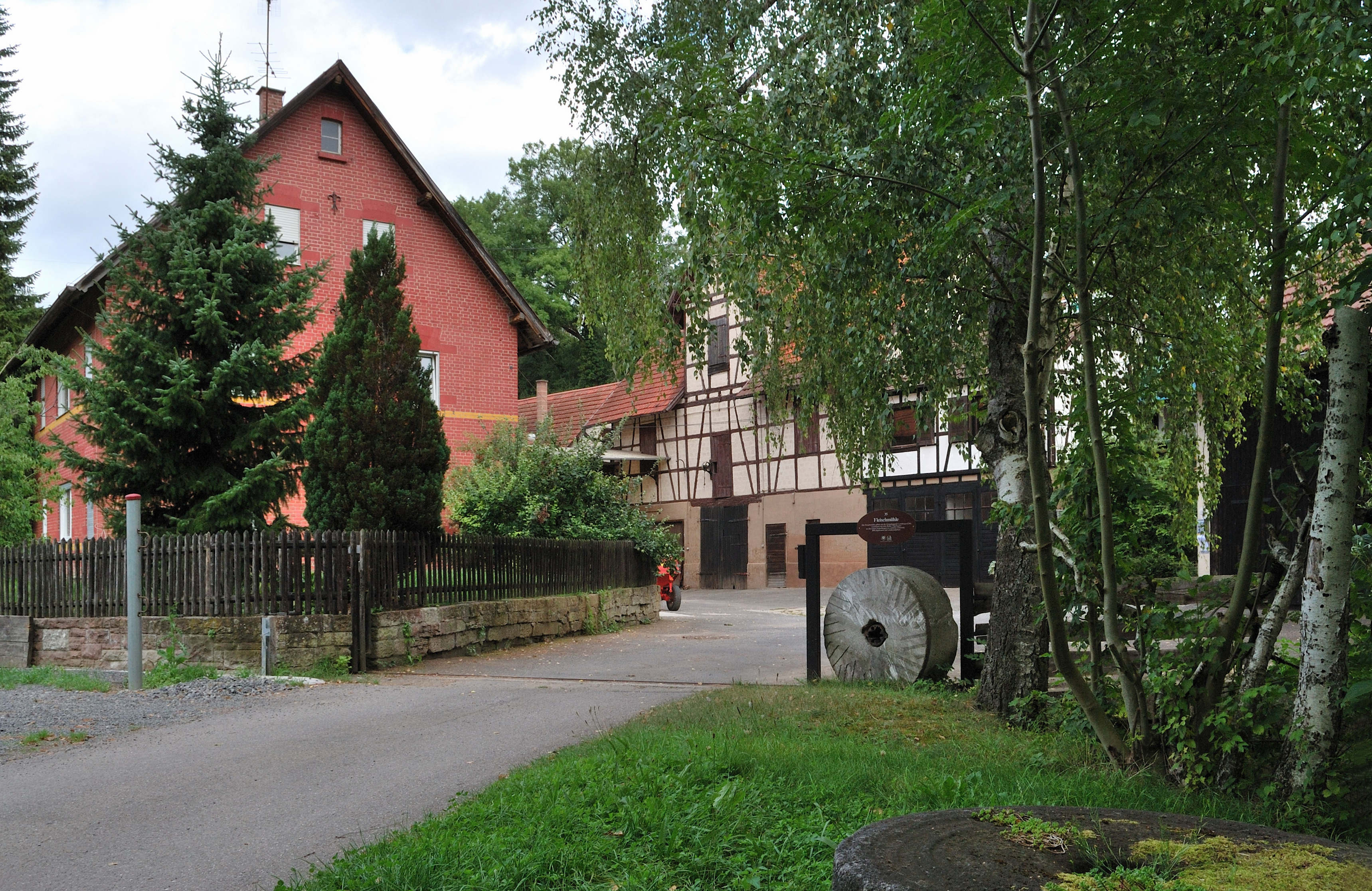
Die Fleischmühle

Die Fleischmühle ist eine Getreidemühle an der Glems im Leonberger Stadtteil Höfingen.
Im Jahr 1526 war die Mühle in der Hand des Hans von Nippenburg aus Schöckingen. Obertonmühle war der ursprüngliche Name dieser Mühle. Nachdem die Mühle 1550 im Besitz der „Fleischmartins Witwe“ war, wurde sie in Fleischmühle umbenannt. Einer der früheren Besitzer bezog zu Weihnachten einen Zins aus der Mühle. Wenn er ihn nicht rechtzeitig erhielt, schickte es seinen Knecht in die Mühle. Dieser sollte dann das Geld in einer Schüssel über der Tür und die Hühner unter der Bank vorfinden. Andernfalls hatte der Knecht das Recht, das Mühleisen auszubrechen und wegzunehmen. Die Fleischmühle brannte 1896 ab und wurde wieder neu aufgebaut.
Das historische Mühlwerk und der Mühlkanal sind bis heute vollständig erhalten. Die Mühle wird auch zur Durchführung von Veranstaltungen genutzt.
Eine Besonderheit ist, dass die Gemarkungsgrenzen von Ditzingen und Leonberg und damit die Grenze zwischen den Landkreisen Ludwigsburg und Böblingen quer über das Gelände der Fleischmühle verläuft.